# 텐기즈 술라크벨리제
| 이 사람의 이름은 동슬라브어군 이름입니다. 첫 번째 성은 술라크벨리제 이며 부칭은 그리고리예비치 입니다. |

텐기즈 그리고리예비치 술라크벨리제(조지아어: თენგიზ სულაქველიძე, 1956년 7월 23일, 이메레티 주 쿠타이시 ~)는 조지아의 전 프로 축구 선수로, 현역 시절 수비수로 활약했다.

## 국가대표팀 경력
술라크벨리제는 1980년 3월 26일에 불가리아와의 친선경기에서 소련 국가대표팀 첫 경기를 치렀다. 그는 이후 1982년 월드컵과 유로 1988에서 자국을 대표로 참가했다. 그는 아이슬란드와의 유로 1988 예선전에서 득점하기도 했다.

## 수상
디나모 트빌리시
- 소비에트 톱리그: 1978
- 쿠보크 SSSR: 1979
- 유러피언 컵위너스컵: 1980–81

소련
- 유럽 선수권 대회 준우승: 1988
- 하계 올림픽 동메달: 1980

개인
- 국제 스포츠 마스터: 1980
- 소련 명예 스포츠 마스터: 1981